# سفارت ایران در اروپا (۱۶۰۲–۱۵۹۹)

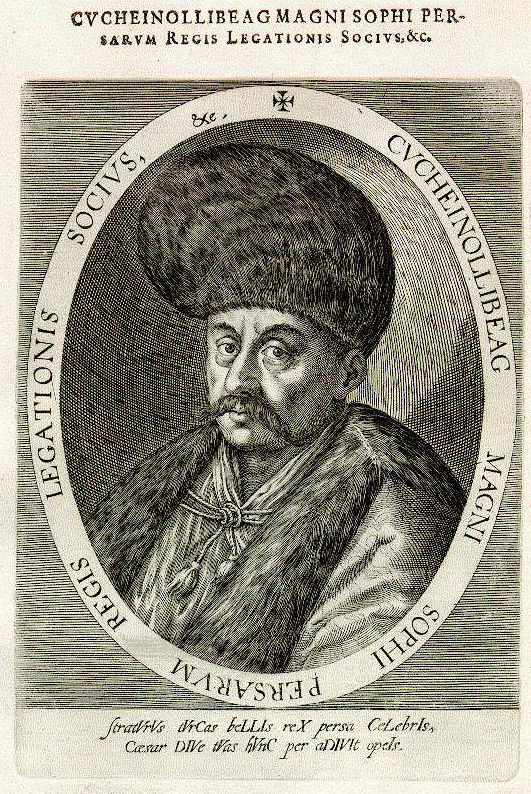
سفیر اعظم حسینعلی بیگ بیات

سفارت ایران در اروپا (۹۷۸-۹۸۱) در سال ۹۷۸ خورشیدی (۱۵۹۹ میلادی) به فرمان شاه عباس یکم صفوی جهت یافتن متحدی علیه امپراتوری عثمانی به اروپا اعزام شد. ایرانیان برای حدود یک سده با عثمانیان در جنگ بودند و از این رو تصمیم گرفتند تا متحدی اروپایی در جنگ با عثمانیان بیابند. علاوه بر خصومت ارضی، ایرانیان با عثمانیان بر سر مذهب نیز اختلاف داشته و با تشیع به مقابله با تسنن عثمانیان می‌پرداختند. هدف این ماموریت به روشنی برقراری اتحادی میان ایرانیان و مسیحیان علیه ترکان عثمانی بود. این تلاش‌های ایران برای نزدیک شدن به اروپا از عواقب شکست در جنگ صفویان و عثمانی (۱۵۹۰–۱۵۷۸) بود.
در سال ۱۵۹۸ میلادی برادران رابرت و آنتونی شرلی به قزوین پایتخت صفوی آمدند. شاه عباس ایشان را پذیرفته و دربارهٔ روابط دیپلماتیک ایران و بریتانیا مذاکره کردند.

## طرح
گروه سفارت شامل یک سفیر، حسینعلی بیگ بیات، و چهار منشی (اروج بیگ منشی اول؛ علی قلی بیگ برادرزاده سفیر و دو نفر دیگر) بود و توسط جهانگرد انگلیسی آنتونی شرلی هدایت می‌شد. شرلی به همراه ۲۵ انگلیسی دیگر از مسیر ونیز به دربار صفوی سفر کرده و در دربار شاه عباس جایگاهی یافته بود. پیش از این ارتباطات مختلفی میان ایران و اروپا برقرار گشته بود از جمله سفر آنتونی جنکینسن به نمایندگی از الیزابت یکم انگلستان در سال ۹۴۱ خورشیدی (۱۵۶۲ میلادی).
هدف اولیه بازدید از هشت دربار اروپایی بود، به همراه فرستاده ویژه‌ای که به عنوان سفیر ایران در دربار بوریس گوندونوف امپراتور روسیه مستقر شود. گروه ایرانی تنها با سه فرمانروای آلمانی و دربار ایتالیا و امپراتوری اسپانیا دیدار نمود و طرح اولیه مبنی بر ملاقات با انگلستان، فرانسه، اسکاتلند و لهستان در میانه مسیر ملغی گشت. 

## مسیر سفر

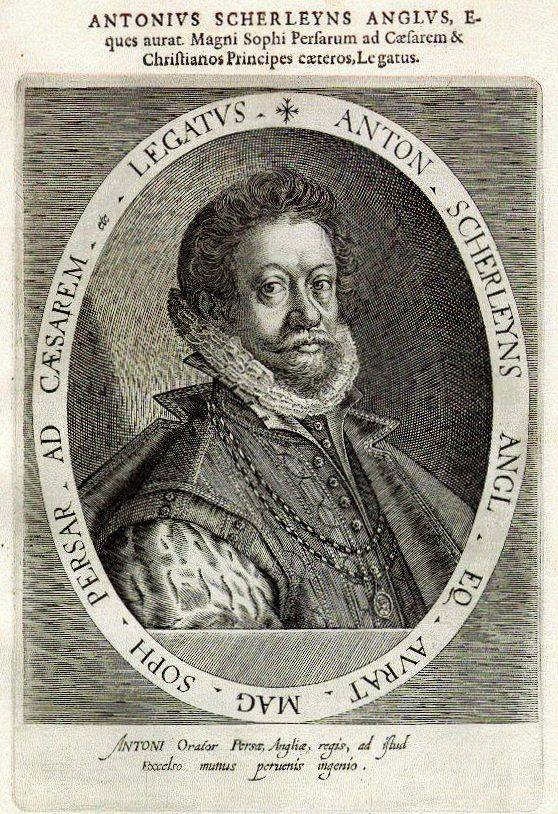
آنتونی شرلی در تصمیم شاه برای اعزام سفیر به اروپا نقش داشت و گروه سفیران را همراهی نمود.

گروه در تیرماه ۹۷۸ خورشیدی (ژوئیه ۱۵۹۹ میلادی) به سوی آستراخان حرکت کرد و در آبان ماه همان سال به مسکو رسید. پس از یک سفر طولانی گروه در پاییز سال بعد به پراگ در بوهم رسید و با امپراتور رودلف دوم ملاقات نمود. گروه پس از اقامت مجلل زمستانی در پراگ در بهار ۹۸۰ به مونیخ رفته و با ویلیام دوم بایرن دیدار کرد. آن‌ها سپس به سوی ایتالیا حرکت نمودند و وینسنسو گونزاگا در منتووا پذیرای آن‌ها شد. سفرا در ملاقات با دوجه ونیز ناکام مانند چرا که او در حال مذاکره با سفرای عثمانی بود و نمایندگان ایران را نپذیرفت. آخرین بخش سفر به اسپانیا بود و در آنجا گروه با شاه فلیپ سوم اسپانیا دیدار کرد. گروه به طریق دریایی از پرتغال راهی تنگه هرمز و ایران گردید. در آخرین مراحل در طی یک درگیری یک آخوند گروه سفرا توسط یک اسپانیایی در مریدا کشته شد و گروه پس از دریافت خسارت در زمستان ۹۸۰ خورشیدی از لیسبون عازم ایران گردید. 

## تغییر کیش‌ها
در طول سفر بسیاری از اعضای گروه از دین اسلام خارج شده و مسیحیت را پذیرفتند. سه تن از همراهان در رم مذهب کاتولیک را پذیرفته و سه تن دیگر نیز در اسپانیا به این مذهب گرویدند. از جمله آن‌ها علی قلی بیگ برادرزاده سفیر اعظم که به پسرخواندگی فیلیپ سوم اسپانیا درآمده و با گذاردن نام وی بر خود لقب «دون فلیپ ایران» گرفت.اوروج بیگ نیز تحت‌الحمایه مارگارت اتریش، ملکه اسپانیا، قرار گرفت و دون خوان ایران نامیده شد. او در اسپانیا ساکن شد، مذهب کاتولیک را پذیرفت و کتابی با عنوان «روابط» (Relaciones) از خود بر جای گذاشت.  اوروج بیگ در یک درگیری به سال ۹۸۳ در وایادولید کشته شد.
به نظر میرسد این سفر چندان نتیجه بخش نبوده باشد. 

## عواقب بعدی
ایران بلافاصله پس از پایان سفر گروه وارد درگیری جدیدی با امپراتوری عثمانی شد. جنگ صفویان و عثمانی (۱۶۱۸–۱۶۰۳) با پیروزی قاطع ایران پایان یافت و بخشی از این پیروزی مدیون نوسازی عمده سپاه ایران با کمک رابرت شرلی انگلیسی (برادر کوچک‌تر توماس شرلی) بود.
چندی بعد سفارت ایران در اروپا (۹۸۸-۹۹۴) به رهبری شخص رابرت شرلی عازم اروپا شد و از کراکوف، پراگ، فلورانس، رم، مادرید و لندن دیدار نموده و از طریق هند به ایران بازگشت. 
در سال ۹۹۵ خورشیدی (۱۶۱۶ میلادی) شاه عباس و کمپانی هند شرقی قرداد تجاری منقعد کردند و در ۱۰۰۱ خورشیدی ایرانیان با کمک نظامی انگلستان تجار و سربازان اسپانیایی و پرتغالی را از خلیج فارس راندند. 
در سال ۱۰۰۳ گروه دیگری از سفیران به همراهی رابرت شرلی جهت فراهم کردن قراردادهای تجاری جدید عازم انگلستان شدند. 